# Castell de Castalla
El castell de Castalla, a l'Alcoià (País Valencià), és una fortalesa d'origen islàmic construïda al segle xi sobre restes del Neolític i època íbero-romana, amb reformes posteriors cristianes dels segles XIV a XVI. Es troba a dalt d'un turó que sobremira la població i la llera del riu Verd.
Les construccions actuals són de finals de la Baixa Edat Mitjana i alguns dels principis de l'època Moderna.

## Descripció
La fortificació de forma allargada i delimitada per panys de mur recte de tapial amb cubells cilíndrics, consta de tres parts: les muralles, la torre de l'homenatge, anomenada Torre Grossa, i el palau.
Al recinte, el qual ocupava una gran superfície, són visibles d'altres torres i panys de muralla, dependències disperses a la franja central, així com un aljub de grans dimensions.
El palau dels segles xiv i xv, és a la part de més amplària. De planta rectangular amb dues torres circulars disposades en diagonal, té com a centre un pati, i dessota un pou.
La Torre Grossa, del segle xvi i de planta redona construïda en tapial, és a la part central del recinte.
La muralla principal, fou el darrer element incorporat a la fortalesa i terminada a la segona meitat del segle xvi.

## Curiositats
En 1929 es va esculpir i es col·locà a la Torre Grossa una escultura de pedra amb forma de Jesús. Tenia set metres d'alçada i estava col·locada damunt d'una base de cinc metres. L'objectiu era que es poguera veure des de tots els pobles pròxims, ja que la zona era la de més alçada. En la Guerra Civil Espanyola l'escultura fou derrocada.